# Peach Boy Riverside
Peach Boy Riverside (яп. ピーチボーイリバーサイド Пи:ти Бо:й Риба:сайдо, «Персиковый мальчик с другого берега») — японская манга, созданная Кулом Кёсиндзя и публикующаяся с января 2008 года на сайте Weekly Young VIP. Её ремейк, иллюстрации к которому были нарисованы Ёханэ, издаётся в журнале Shōnen Magazine R издательства Kodansha с 2015 года. По мотивам манги был также анонсирован аниме-сериал, премьера которого назначена на 2021 год.

## Сюжет
Сальтрин Альдарейк — яркая, жизнерадостная принцесса, которая хочет отправиться в приключение, потому что ей наскучил её крохотный деревенский замок. Однажды орда злобных монстров, известных как «Они», врывается к ней в замок, угрожая жизни всех жителей Королевства. К счастью, их спас одинокий путешественник по имени Кибицу Микото, который убивает этих монстров таинственным «Персиковым глазом». Потрясённая опасностями внешнего мира, Сари решает отправиться в собственное путешествие. Она и не подозревала, что запустит цепь событий, которые определят судьбу этого волшебного мира.

## Персонажи
Сальтрин Альдарейк (яп. サルトリーヌ・アルダレイク Сарутори:нэ Арударэйку) / Салли (яп. サリー Сари)
Сэйю: Харука Сираиси
Микото Кибицу (яп. キビツ ミコト Кибицу Микото)
Сэйю: Нао Тояма

## Медиа

### Манга
Манга была создана Кулом Кёсиндзя и публиковалась с января 2008 года на сайте Weekly Young VIP. Позже был выпущен её ремейк, иллюстрации к которому были нарисованы Ёханэ. Ремейк с августа 2015 года публикуется в журнале Shōnen Magazine R издательства Kodansha и на сайте Magazine Pocket.

### Аниме
6 августа 2020 года было объявлено об экранизации манги в виде аниме-сериала. Производством займётся студия Asahi Production под руководством режиссёра Сигэру Уэды по сценарию Кэйитиро Оти. Над дизайном персонажей работают художники Сатоми Курита и Масато Като. Премьера сериала запланирована на июль 2021 года.

## Интересные факты
Мангу Peach Boy Riverside можно увидеть на полке в шкафу главной героини манги Кул Кёсиндзи «Дракорничная госпожи Кобаяси». Мангака изобразил 9 томов, хотя на момент выхода 11 главы «Дракорничной» манга ещё не начала издаваться танкобонами (на 2020 год издано 7 танкобонов, следовательно, события «Дракорничной» происходят в будущем). В 17 главе «Дракорничной» на Комикете можно заметить антропоморфного зайца «Персикового мальчика».

## Примечание
1. ↑  Peach Boy Riverside Manga of Reimagined Folk Tale Gets TV Anime Next July. Anime News Network (6 августа 2020). Дата обращения: 7 августа 2020. Архивировано 19 мая 2021 года.